# 英雄伝説V 海の檻歌
『英雄伝説V 海の檻歌』（えいゆうでんせつ5 うみのおりうた、THE LEGEND OF HEROES V: Gagharv trilogy final "A Cagesong of the Ocean"）は1999年（平成11年）に発売された日本ファルコムによるコマンド選択型ロールプレイングゲーム。同社のRPGシリーズ《英雄伝説（英伝）シリーズ》の第5作目であり、《英伝シリーズ》第2期となる〈ガガーブトリロジー〉の完結編となる第3作目。
移植作品のタイトルに『英雄伝説ガガーブトリロジー 海の檻歌』がある。

## 概要
ガガーブ暦と呼ばれる暦を使う架空の世界において、険しい大山脈「大蛇の背骨」の南側にあるヴェルトルーナを舞台とし、偉大な音楽家レオーネが完成させた「水底のメロディー」を求め、そのフレーズが刻まれた24個の共鳴石を探すマクベイン一座3人の旅が描かれた物語。
《英伝》第3作『白き魔女』・第4作『朱紅い雫』と続いた《英伝》第2期〈ガガーブトリロジー〉の第3作目。隔絶されたそれぞれの大陸で交わることなく進んできたこれまでの物語を、『朱紅い雫』のキャラクターの再登場や『白き魔女』で残されていた謎の解明によって、一つの大きな物語としてまとめる〈ガガーブ〉の完結編となっている。ただし『朱紅い雫』の7年後・『白き魔女』の49年前となるガガーブ歴943年を舞台としており、時間軸では前2作の間に位置している。
1999年（平成11年）12月9日に「さあ、物語を奏でようーー」のキャッチコピーで Microsoft Windows (Win) 向けに発売。他の〈ガガーブ〉作品とは異なりWin版がオリジナルであり、PC-9800シリーズ向けの物やファルコム自社によるリメイク作品は存在しない。
ライセンス提供の元での他社の開発により、PlayStation Portable (PSP) への移植もなされている。

## オリジナルスタッフ
- プログラム：草野孝之
- シナリオ：早川正、小野聡子、竹入久喜、近藤季洋、奥山はるか
- シナリオプログラム：遠藤徹、近藤季洋
- グラフィック：村上星児、荒木健、梶谷幸人、酒井美知代、奥山はるか、高居淳、津嘉山あずさ
- 音楽：Falcom Sound Team jdk（松岡博文、白川篤史、中島勝、園田隼人、松村弘和、石橋渡）
- オープニンググラフィック：新津誠、小林慶久、山中綾子、山田秀樹
- オープニングプログラム：村上剛
- イラスト：川元利弘、岩崎美奈子
- 監修：山崎伸治
- プロデュース・ディレクト：加藤正幸

## 物語
ガガーブ歴943年、フォルト・ウーナ・マクベインの3人による「マクベイン一座」が、レオーネの完成させた「水底のメロディー」を求め、そのメロディーがフレーズごとに書き残されていると言われる24個の共鳴石を探す旅へと出発する。

## ゲームシステム
※ この項では原則として、オリジナルのWin版のシステムについて言及する。他社による移植作品であるPSP版のシステムについては、#機種・パッケージによる違いを参照。
Win版『III』のシステムを発展させたものとなっている。『III』同様章立てされており、一般的なコマンド選択型のRPGのシステムを採用している。NPCから話を聞く事により冒険のヒントを得たり、イベントを発生させクリアする事によって物語が進んでいく。敵との戦闘をこなす事によって経験値を取得し一定度貯まるとレベルが上がり各種ステータス値が上昇してキャラクターが成長していく。パーティーメンバーは最高6人。

### 構成
以下の9章によって構成される。
- 序章 旅人たちの前奏曲（プレリュード）
- 第1章 盗賊どもの奇想曲（カプリッチオ）
- 第2章 海賊どもの行進曲（マーチ）
- 第3章 隠者たちの小夜曲（セレナーデ）
- 第4章 流離い人の間奏曲（インタルダート）
- 第5章 闇に向かう狂詩曲（ラプソディ）
- 第6章 過ぎた日の夜想曲（ノクターン）
- 第7章 異界の月の鎮魂歌（レクイエム）
- 最終章 大海に響く奏鳴曲（ソナタ）

### 戦闘
Win版『III』同様に何もしなければ自動で戦闘が進む。ただし本作では手動での指示もより細かく出せる様になっており、さらには補助魔法等の手動指定でしか行わない動作がある事から、Win版『III』よりも手動操作の必要性は高い。
攻撃方法には通常攻撃の他、MPを消費する必殺技・魔法などの特殊攻撃がある。共鳴魔法以外の特殊攻撃はキャラクターに固定であり、レベルに応じて覚える。

#### 戦闘コマンド
キャラクターの行動を指定する為の物で、Win版の『III』同様にキャラクターを選択するとその周りに円状にアイコンが表示される。
攻撃
通常の攻撃。
必殺
MPを消費して、必殺技を使用する。
移動
任意の地点へのキャラクターの移動。
道具
所持している道具を使う。
共鳴
MPを消費して、攻撃・補助系の共鳴魔法を使う。
魔法
MPを消費して、攻撃・補助系のエル・フィルディン魔法を使う。
回復
MPを消費して、回復系の技・魔法を使う。
精霊
MPを消費して、精霊を召喚する。
人形
からくり人形の出現・操作・収納を行なう。アイーダ専用のコマンド。
設定
戦闘中の自動行動のパターンを選択。

### 技・魔法
本作ではMPを消費して行う特殊攻撃・回復手段として、技と魔法がある。技は各キャラクター固有となっており、戦闘中は戦闘コマンドの「必殺」または「回復」で使用できる。魔法は共鳴魔法とエル・フィルディン魔法の2種類があり、戦闘中は戦闘コマンドの「共鳴」・「精霊」・「魔法」・「回復」で使用できる。攻撃魔法には火・風・雷・水・地・闇の6つの属性があり、火と水・風と土・雷と闇がそれぞれ反対属性となっている。回復の技・魔法はフィールド上でメニューから使うこともできる。
共鳴魔法
共鳴石に刻まれたフレーズを奏でる事によって発動する魔法で、使用には共鳴石の装備が必要となる。この為、共鳴魔法を使用出来るのは共鳴石を装備できるマクベイン一座の人間3人だけであり、また使用出来る魔法は装備している共鳴石（1人4個まで）の種類に拠る。2人同時に同じ目標に共鳴魔法を唱えて重奏する事によって、より強力な「アンサンブル魔法」を発動出来る。なお火と水のように反対属性同士ではアンサンブル魔法は発動しない。
エル・フィルディン魔法
名前の通りにエル・フィルディンに伝わる魔法であり、エル・フィルディンから来た人物のみが使える。使える種類はキャラクターによって固定されている。

## 世界設定

### 舞台
東西に走る大山脈「大蛇の背骨」の南に位置するヴェルトルーナが舞台。シリーズ名となっている大地の裂け目「ガガーブ」は大蛇の背骨の北側に位置する。レトラッド、グレイスール共和国、ペニソラ公国、メルヘローズ、オースタン、ヌメロス帝国、ブロデイン王国の7つの国からなる。

### 水底のメロディー
古代民族「水底の民」は音を力に変える「共鳴魔法」を生み出し、その力を持って繁栄を築いたが、900年前に突如歴史から姿を消した。「人間が魔法を使いすぎた為に魔王を起こしたために水底の民は魔法と共に姿を消した。」と言う内容の物語はヴェルトルーナの人間であれば誰もが知っている。
音楽家レオーネ・フレデリック・リヒターはこの共鳴魔法の究極の形として伝承に残る「幻のメロディー」を再現する事を試み、見事に再現を果たし「水底のメロディー」と命名する。しかしレオーネはその力を悪用される事を恐れ、水底のメロディーを24のフレーズに分け、それぞれを石に刻んで「共鳴石」とし、世界各地に隠した。
なお、この共鳴石はエンディングにおいてミッシェル達の手で一つに集約され、「銀の短剣」へと姿を変えた。これは『III』にキーアイテムとして登場している。

## 登場人物

### マクベイン一座
初期パーティーメンバー。また人間の3人は一時的な離脱を除き、ほぼ全編を通してのプレイヤーキャラクター。
フォルト
主人公の少年。14歳のキタラ奏者。祖父のマクベインと非常に仲が良くそれ故喧嘩が多い。自由奔放な祖父を反面教師とし、分別のあるしっかりとした性格。祖父の目付役として旅に同行する。剣の使い手でもある。なお、『III』においてその姿を確認する事ができる。
ウーナ
ヒロインの少女。14歳のピッコロ奏者。幼馴染みであるフォルトを異性として意識し始め、告白のタイミングを伺っている。フォルトがマクベインと共に旅に出る事を知り、同行する。フォルトの事を「フォルちゃん」と呼ぶ。弓の使い手。
マクベイン
一座の座長を務めるフォルトの祖父。62歳の手琴奏者。巡業で幾度も世界を渡り歩いているため、年を感じさせぬ強靭な体を持つ。戦闘では素手で戦う。レオーネが再現した「水底のメロディー」に深い関心を持ち、見つける為に再度旅に出る事を決意する。
ジャン&リック
一座のマスコット。ジャンは長年マクベインと共に旅をして来た老犬。リックは旅の途中で仲間に加わったトビネズミ。いつもリックはジャンに乗っている。2匹1セットでパーティーメンバーとして戦闘にも参加。

### プレイヤーキャラクター
いずれのキャラクターも参戦時期が固定されており、プレイヤーの意志で変更することはできない。
シャオ
マクベインを師匠と慕う41歳のアコーディオン奏者。口が達者で目先の欲に負けて人を騙す等、かなりいい加減な性格だが何処かに憎めない愛嬌を持つ。戦闘ではハンマーで戦う。
レイチェル
シャオの18歳になる娘。父と共に巡業に回りコーラスを担当する。父とは似ても似つかない美貌とスタイルの持ち主。投げナイフの使い手。
アルトス
ビンゼルの独奏会でフォルトを破り優勝した16歳のバイオリン奏者。ボザールにある実家はパン屋であり、優秀なパン職人でもある。戦闘では剣を使う。大人しく控えめな性格。
パルマン
25歳のヌメロス帝国の将校。本来であれば正統な王子であったが、ラウゼン皇帝によって国を牛耳られ士官の身となる。人格者で部下等からの信頼も厚い。槍の使い手。
アリア
誰もが聞き惚れる歌声を持つ黒髪の女性。21歳。水底の民の技術を受け継ぐ継承者。戦闘では杖を使う。
アイーダ
マクベインの親友で有名な人形職人であるロゼットの、15歳になる孫娘。祖父が作ったからくり人形を祖父以上に自在に操る。常に元気よく、朗らかな性格をしている。戦闘では槍を使う。
デュオール
28歳のブロデイン王国王子。前王である亡き父の暴政を反面教師とし、民の為の政治を行い国民の信頼も厚い。また前王に対するわだかまりから、実質的には王でありながらも即位はしていない。

#### エル・フィルディンから来た人物
エル・フィルディンからプラトネスII世号で、海を越えてやって来た人物。
トーマス
プラトネスII世号を操り海を越えた海の英雄。キャプテン・トーマスと呼ばれ、その活躍は後に物語になっている（『III』のジュリオの愛読書）。操船、剣、黒魔法、変装どれを取っても一流。『III』（ルーレとして）・『IV』にも登場しており、ミッシェルと共に〈ガガーブトリロジー〉全作品に出演している。
ミッシェル・ド・ラップ・ヘブン
35歳の魔導師。ティラスイール出身ながら『IV』でエル・フィルディンに渡り、トーマスと共にヴェルトルーナを訪れる。『III』でもラップじいさんとして登場しており、〈ガガーブトリロジー〉全作に登場している、シリーズ最大のキーキャラクターである。彼の成し遂げた行いは、全ての作品をプレイする事で確認する事が可能となっている。
アヴィン
24歳の冒険者。ヴェルトルーナで起きようとしている事態を予見して、ミッシェルが助っ人として助力を求めた。『IV』の主人公。
マイル
25歳の冒険者。助っ人の二人目にしてアヴィンの親友。『IV』にも登場。

### その他
レオーネ・フレデリック・リヒター
作曲家・演奏者どちらとしても名高い50年前の音楽家。伝承にある「幻のメロディー」を再現した「水底のメロディー」を完成させた。本作最大の重要人物。現在はとある場所で少女と二人暮らしをしている。
ルカ
プラトネスII世号の副長。トーマス不在時はプラトネスII世の指揮の全権を担っており、陰ながらフォルトたちのサポートに尽力する。『IV』にも登場。

## 機種・パッケージによる違い

### Win版
英雄伝説V 海の檻歌
1999年12月9日にCD-ROMとDVD-ROMで発売されたオリジナル。対応OSはCD版がWindows 95 / 98、DVD版が Windows 98。初回特典版も存在。
英雄伝説V 海の檻歌（XP対応版）
2003年5月23日にCD-ROMとDVD-ROMで価格を下げて発売。Windows XP に正式対応した物で、対応OSはWindows 95 / 98 / 2000 / Me / XP。
英雄伝説V 海の檻歌（新パッケージ版）
2004年10月28日にDVD-ROMのみで発売され、本版以降はCD-ROM版が廃止。対応OSではWin95が非対応となった。DVDケースサイズのスリムなパッケージになった。
英雄伝説V 海の檻歌（普及版）
2005年12月23日発売。パッケージの変更。対応OSは変更なし。
英雄伝説V 海の檻歌（Vista対応版）
2007年3月29日発売。対応OSに Windows Vista が加わった。

### PSP版
タイトルは『英雄伝説ガガーブトリロジー 海の檻歌』。開発はマイクロビジョン、発売はバンダイ。Win版と同じく、岩崎美奈子がイラストを担当。Win以外では唯一、ガガーブ3部作が揃って移植されている。『朱紅い雫』同様の3D化・戦闘のターン制への変更・ペットの追加といった変更が加えられている。また、フィールドマップ中の音叉の前で演奏することにより、エクストラシナリオをプレイすることができる。エクストラシナリオでは、条件を満たせば途中でパーティー離脱するプレイヤーキャラをパーティーに加えられるだけでなく、『白き魔女』・『朱紅い雫』のセーブデータを読み込ませることで、それぞれの作品のキャラとパーティーを組む事が出来る。
PSP版は米国においても〈ガガーブ〉3作が揃って発売されており、本作は『The Legend of Heroes III: Song of the Ocean』のタイトルで発売されている。「英雄伝説III」となっているのは本作が米国で3番目に販売されたことによる。また日本で併記されている英題『A Cagesong of the Ocean』は用いられておらず、直訳すれば「海の歌」となっている。

#### 主題歌
- 作詞・作曲・歌：riya、編曲：MANYO
  - オープニング 「時の向こう側」
  - エンディング 「空の果てへ」

## 音楽ソフト
いずれもCDで発売。配信列は、iTunes Store での配信を示す。
| レーベル                              | タイトル                                                  | 品番       | 発売日     | 配信 | 備考                                             |
| ------------------------------------- | --------------------------------------------------------- | ---------- | ---------- | ---- | ------------------------------------------------ |
| ファルコムレーベル （日本ファルコム） | ORIGINAL SOUND TRACK 「海の檻歌」 -前編-                  | NW10102320 | 2000.03.16 | ●    | オリジナルサウンドトラック                       |
| ファルコムレーベル （日本ファルコム） | ORIGINAL SOUND TRACK 「海の檻歌」 -後編-                  | NW10102330 | 2000.03.16 | ●    | オリジナルサウンドトラック                       |
| ファルコムレーベル （日本ファルコム） | 交響曲「ガガーブトリロジー」                              | NW10102450 | 2001.09.13 | ●    | 〈ガガーブ〉のエレクトリックオーケストラアレンジ |
| ランティス                            | 英雄伝説ガガーブトリロジー 白き魔女 OPテーマ 時の向こう側 | LACM-4186  | 2005.03.24 |      | PSP版主題歌                                      |